# Lubomír David
Lubomír David (ur. 17 lutego 1964) – czechosłowacki zapaśnik walczący w stylu klasycznym. Olimpijczyk z Seulu 1988, gdzie odpadł w eliminacjach w kategorii 120 kg.
Zajął dziewiąte miejsce na mistrzostwach świata w 1987. Piąty na mistrzostwach Europy w 1990.
Mistrz Czechosłowacji w 1989 i 1990 roku.
- Turniej w Seulu 1988

Przegrał z Khodrem Becharą z Libanu i Alexandrem Neumüllerem z Austrii i odpadł z turnieju.